# Offizierslager II C
Das Offizierslager II C (Oflag II C) war ein Kriegsgefangenenlager der deutschen Wehrmacht im Zweiten Weltkrieg. Es unterstand dem Wehrkreiskommando II (Stettin) und lag am südwestlichen Stadtrand von Woldenberg im Landkreis Friedeberg Nm. (heute Dobiegniew, Polen) im neumärkischen Teil der Provinz Pommern an der Bahnstrecke Posen–Stettin.

## Ausstattung und Belegung
Die Größe des Lagers betrug etwa 25 Hektar mit 25 Baracken und weiteren Administrations- und Wirtschaftsgebäuden. Im Lager wurden zumeist polnische Offiziere gefangengehalten. Die Anzahl der Gefangenen betrug etwa 6.000 Offiziere und 1.000 Unteroffiziere und Mannschaften zu deren Bedienung (nach Vogt: maximal 6.800).

## Geschichte
Das Lager wurde aus dem bereits seit Herbst 1939 bestehenden Stalag II C gebildet und am 21. Mai 1941 eröffnet. Am 21. Januar 1945 verließen die letzten Gefangenen das Lager. Berichten zufolge seien die Offiziere zuvor in Braunschweig gewesen. Dort war auch ein Oflag XI B, dessen Insassen am 20. Juni 1940 nach Dössel zum Aufbau des Oflag VI B verlegt wurden (so Vogt).

### Lagerleben
Deutschland hatte die Genfer Konvention bezüglich Kriegsgefangener unterzeichnet. Danach sollten kriegsgefangene Unteroffiziere und Mannschaften ihre Ernährung durch Arbeit verdienen, während Offizieren der gleiche Sold wie einem Offizier gleichen Ranges der gewahrsamnehmenden Nation auszuzahlen sei. Damit aber nach einem erfolgreichen Fluchtversuch kein Geld in deutscher Währung zur Verfügung stand, wurde das Geld in Lagermark ausgezahlt, die nur innerhalb des Lagers als Zahlungsmittel galt.
Im Lager wurden von den Insassen zahlreiche Clubs und soziale Einrichtungen geschaffen, um den Insassen Möglichkeit zur geistigen und körperlichen Tätigkeit zu geben. 80 Offiziere, die im zivilen Leben den Lehrberuf ausübten, gaben Mitgefangenen Unterricht, unter anderem in Philosophie und Rechtswesen, Französisch und Englisch. Jerzy Hryniewiecki lehrte Mathematik und Jerzy Kondracki Geographie. Es wurden Kurse auf Universitäts-Niveau abgehalten, deren Abschlusszeugnisse später von den polnischen Hochschulen anerkannt wurden. Zwei Insassen, die im Lager Arabisch gelernt hatten, waren später im Dienst des polnischen Außenministeriums im Nahen Osten tätig.
Es gab eine Anzahl Theater-Aufführungen unter der Leitung der bekannten Regisseure Kazimierz Rudzki und Jan Kocher. Einige Stücke wurden neu geschrieben, einschließlich eines Dreiakters mit dem Titel Maly („Die Kleine“). Dieses Drama stammte aus der Feder des Warschauer Autors Andrzej Nowicki. Unter der Leitung von Jozef Klonowski spielte ein Symphonieorchester.
1942 wurde aus eingeschmuggelten Teilen ein Radio zusammengebaut. Die so empfangenen Nachrichten kursierten in Lagerzeitungen.

### Fluchtversuche
Von den mehrmals unternommenen Fluchtversuchen waren nur zwei erfolgreich: Anfang 1942 konnten sich drei Offiziere in leeren Kisten verstecken, in denen Lebensmittel angeliefert worden waren. Heiligabend 1942 inszenierte eine Anzahl von Offizieren einen Kampf vor einer Baracke. Während die Wachen den Kampf zu beenden versuchten und ihn mit ihren Lampen beleuchteten, konnten drei Offiziere durch den Stacheldraht ins Freie gelangen.
1943 missglückte ein groß angelegter Fluchtversuch von etwa 150 Offizieren durch einen Tunnel, der aus einer nahe der Umzäunung gelegenen Baracke herausführte. Kurz vor seiner Fertigstellung wurde er entdeckt.

### Auflösung
Am 21. Januar 1945 um 09:00 Uhr erfolgte der Abmarsch des Lagerteils „West“ in sechs Kolonnen, die sich später weiter aufteilten. Von diesen kam eine Gruppe von rund 400 Mann am 21. März 1945 im Oflag VII A in Murnau an, wo sie von den dortigen Insassen getrennt untergebracht wurden. Der Lagerteil „Ost“ verblieb im Lager. Am 30. Januar 1945 wurden etwa 4.000 Gefangene von sowjetischen Truppen befreit.

### Lagerpost

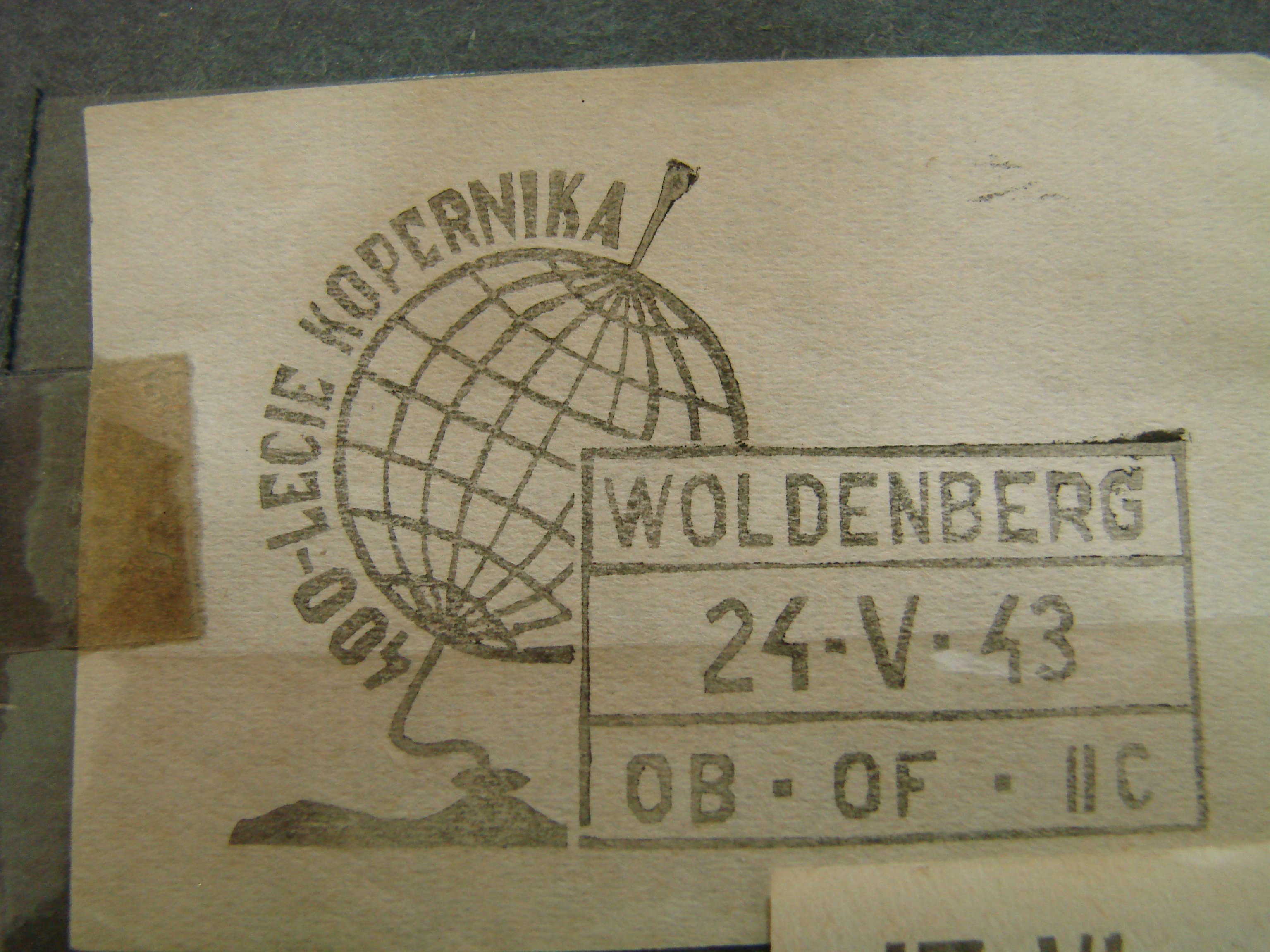
Sonderstempel der Lagerpost zum 400. Todestag Nikolaus Kopernikus

Die Lagerpost wurde ins Leben gerufen, um den Austausch der traditionellen Osterglückwünsche zu erleichtern. Sie hatte einen derartigen Erfolg, dass aus der ursprünglich nur für kurze Zeit geplanten „Osterpost“ eine „Lagerpost“ wurde, die bis zum Ende des Lagers bestand. Das große Interesse lässt sich daraus ersehen, dass fast alle der rd. 40.000 gedruckten Marken der Osterpost und der 1. Ausgabe der Lagerpost verkauft worden sind.
Der Reinerlös der Lagerpost (auch die Zuschläge der Marken) ging an den Fonds FWS für die Witwen und Waisen des Krieges. Als er von den Deutschen verboten wurde, arbeitete er im Geheimen weiter. Bis 1945 wurden etwa 250.000 Mark auf illegalen Wegen nach Polen transferiert.
Nach Bekanntwerden der Existenz einer Lagerpost in Woldenberg wurden in drei anderen Lagern mit polnischen Offizieren (II D Groß-Born, II E Neubrandenburg und VII A Murnau) ebenfalls Lagerpost-Anstalten ins Leben gerufen. Die Ausgaben waren, was Quantität und Qualität betrifft, sehr unterschiedlich.
Die Ausgaben der Lagerpost sämtlicher Offizierslager werden von polnischen Philatelisten als vollwertige Briefmarken anerkannt, die auch auf internationalen Ausstellungen präsentiert werden. Die deutschen Philatelieverbände lehnen diese Marken ab. Deshalb gibt es derzeit nur einen inoffiziellen deutschen Prüfer für diese philatelistischen Objekte.
Die Lagerpost im Offizierslager II C funktionierte vom 7. Mai 1942 bis zum 20. Januar 1945. Sie gab 23 Ausgaben mit insgesamt 51 Briefmarken, 1 Dienstmarke, 4 Portomarken und 6 Postkarten heraus. Verwendet wurden 4 verschiedene Tagesstempel und 21 Sonderstempel. Von den Marken wurden meist Farbproben angefertigt, und nach der Außerkurssetzung wurden vom entwerteten Druckstock eine Anzahl von Abzügen in schwarz angefertigt, dem Protokoll beigegeben und zur Illustration eines Kataloges verwendet. Über die Ausgaben, ihre Farben, Papiere und Auflagen wurde ein sorgfältiges Protokoll geführt, das noch heute erhalten ist. Außerdem sind zwei Entwürfe, vier Vignetten und eine Tauschmarke bekannt. Aus der Lagerdruckerei stammen außerdem 45 teils mehrfarbige Bildpostkarten (Ansichtskarten), 17 Blindprägungen und 14 Drucke. Vom Sammlerclub im Lager wurde auch ein Katalog der Marken hergestellt, von dem nur noch sechs Exemplare bekannt sind.

## Lager-Museum
Vom polnischen Staat wurde das Gefangenenlager als Geschichtszeugnis anerkannt und deshalb in einem kleinen Teilbereich erhalten. Es wurden einige Baracken, Zäune und ein Wachturm restauriert. Dieser museale Komplex befindet sich etwa zwei Kilometer westsüdwestlich vom Bahnhof am Stadtrand. Historische Dokumente und Materialien zur Lagergeschichte werden dort in einem Museum gezeigt, welches in einem der Gebäude eingerichtet wurde. Der überwiegende Teil der Baracken und Anlagen, sowie zahlreiche weitere Bauwerke, die sich in Waldstücken nordwestlich der Stadt auf einer Länge von etwa zehn Kilometer parallel zur Bahnstrecke befanden, sind nach Kriegsende abgerissen worden.

## Erinnerung
Im Mai 2022 wurde in Anwesenheit der Bürgermeisterin von Woldenberg in der FANTOM Galerie Berlin (Bezirk Charlottenburg-Wilmersdorf) eine Ausstellung mit dem Lagermodell und zahlreichen Erinnerungsstücken aus dem Museum gezeigt.